# Kirgisische Basketballnationalmannschaft der Damen
Die kirgisische Basketballnationalmannschaft der Damen ist die Auswahl kirgisischer Basketballspielerinnen, welche die Kyrgyz Basketball Federation auf internationaler Ebene, beispielsweise in Freundschaftsspielen gegen die Auswahlmannschaften anderer nationaler Verbände, aber auch bei internationalen Wettbewerben repräsentiert. Größter Erfolg war der fünfte Rang bei der Asienmeisterschaft 1995. Im Jahr 1992 trat der nationale Verband dem Weltverband Fédération Internationale de Basketball (FIBA) bei. Im November 2013 wurde die Mannschaft nicht in der Weltrangliste der Frauen geführt.

## Internationale Wettbewerbe

### Kirgisistan bei Weltmeisterschaften
Die Mannschaft konnte sich bisher nicht für eine Weltmeisterschaft qualifizieren.

### Kirgisistan bei Olympischen Spielen
Bisher gelang es der Mannschaft nicht, sich für die olympischen Basketballwettbewerbe zu qualifizieren.

### Kirgisistan bei Asienmeisterschaften
Die Mannschaft kann bisher drei Teilnahmen an Asienmeisterschaften vorweisen:
| - 1965: nicht teilgenommen - 1968: nicht teilgenommen - 1970: nicht teilgenommen - 1972: nicht teilgenommen - 1974: nicht teilgenommen - 1976: nicht teilgenommen - 1978: nicht teilgenommen - 1980: nicht teilgenommen - 1982: nicht teilgenommen - 1984: nicht teilgenommen - 1986: nicht teilgenommen - 1988: nicht teilgenommen - 1990: nicht teilgenommen | - 1992: nicht qualifiziert - 1994: 7. Platz - 1995: 5. Platz - 1997: 6. Platz - 1999: nicht qualifiziert - 2001: nicht qualifiziert - 2004: nicht qualifiziert - 2005: nicht qualifiziert - 2007: nicht qualifiziert - 2009: nicht qualifiziert - 2011: nicht qualifiziert - 2013: nicht qualifiziert - 2015 |